# Sagina sabuletorum
Sagina sabuletorum är en nejlikväxtart som beskrevs av Johan Martin Christian Lange. Sagina sabuletorum ingår i släktet smalnarvar, och familjen nejlikväxter. Inga underarter finns listade i Catalogue of Life.